# Smuga (Podberszty)
Smuga (biał. Смуга) – część wsi Podberszty na Białorusi, w obwodzie grodzieńskim, w rejonie szczuczyńskim.
W latach 1921–1939 wieś należała do gminy Berszty, w powiecie grodzieńskim województwa białostockiego.
Według Powszechnego Spisu Ludności z 1921 roku ówcześnie zaścianek zamieszkiwało 19 osób, wśród których 11 było wyznania rzymskokatolickiego a 8 prawosławnego. Jednocześnie wszyscy mieszkańcy zadeklarowali polską przynależność narodową. Były tu 4 budynki mieszkalne.